# Провінція Сінано
Провінція Сінано (яп. 信濃国 — сінано но куні, "країна Сінано; 信州 — сінсю, «провінція Сінано») — історична провінція Японії у регіоні Тюбу у центрі острова Хонсю. Відповідає сучасній префектурі Наґано.

## Короткі відомості
Провінція Сінано була утворена у 7 столітті. Її адміністративний центр знаходився у сучасному місті Мацумото.
Сінано, як і більшість провінції Східної Японії, віддавна населяли племена еміші. Для їх асиміляції центральний японський уряд використовував переселенців з материка. Останні поширили у провінції конярство, завдяки якому ці землі прославилися відмінними скакунами. У середньовіччі Сінано була знана як «країна вершників».
Наприкінці 12 століття провінція Сінано перебувала під контролем родині Мінамото. Ця родина дала початок іншим самурайським родам — Муракамі, Оґасавра, Кісо, Сува і Такеда —, які керували цими землями до середини 16 століття.
У 1560-х роках, в результаті завойовницьких походів Такеди Сінґена, провінція Сінано опинилась розділеною на південну і північну частини. Першою володів сам Сінґен, а другою — його запеклий ворог, Уесуґі Кенсін.
У 1582 році провінція Сінано була захоплена силами Оди Нобунаґи і Токуґави Іеясу. Єдиним незалежним родом залишився Санада, який переміг багатотисячні війська завойовників під стінами власного замку і змусив рахуватися з власним суверенітетом.
У період Едо (1603—1867) провінція Сінано була поділена 13 володінь хан. Найбільше з них, Мацусіро хан належало роду Санада.
У результаті адміністративних реформ 1871—1876 років, провінція Сінано була перетворена у префектуру Наґано.

## Повіти
- Адзумі 安曇郡
- Іна 伊那郡
- Міноті (Мінуті) 水内郡
- Саку 佐久郡
- Сарасіна 更級郡
- Сува 諏方郡すはごおり→諏訪郡すわぐん
- Такаі 高井郡
- Тіісаґата 小県郡
- Тікума (Цукума) 筑摩郡
- Ханісіна 埴科郡